# 人造牙冠
人造牙冠（crown，dental cap）又称人工牙冠、假牙冠，俗稱牙套、假牙套，屬於假牙的一种，是医学临床上用于修復牙齿的一种方法，如鑲嵌於真牙之上，要先进行打磨把真牙改小，才可以镶嵌人造牙冠。人造牙冠常用於牙齿外伤或蛀牙等原因的修復。
牙冠分为烤瓷牙冠、全瓷牙冠、贵金属牙冠、不锈钢牙冠。因為每個人的牙齒各不相同，所以長期使用的人工牙冠通常需要度身訂造。因义齿工厂制作需要一定时间，故制作期间，医生会给患者做临时牙冠，以防止对颌牙伸长、牙龈塌陷等意外，也有维持美观的作用。